# هیتر پیس
هیتر پیس (انگلیسی: Heather Pease؛ زادهٔ ۲۹ سپتامبر ۱۹۷۵) شناگر شنای موزون اهل ایالات متحده آمریکا بود.
وی در مسابقات کشوری و بین‌المللی در مجموع برندهٔ ۱ مدال طلا شده‌است.